# 王国
王国（おうこく）は、君主制の国家のうち、国王を元首とする国家を指す。
君主制の国家で、君主が「王」相当の称号を帯びていれば、王国と呼ばれる。他の君主制の国家としては、帝国は皇帝を君主とし、公国は公爵を君主とし、その他、汗国、首長国などが存在する。
歴史上では、戦間期から第二次大戦期のハンガリー王国のように、正式に「王国」を名乗りながらも王が存在しなかった国も存在する。また、王を君主としながら帝国と呼ばれる国も存在する。これは帝国には「皇帝を君主とする」とは異なる定義が存在するからである（詳細は帝国を参照）。
なお、外国語のどういった君主号を「王」と訳し、どういった国号を「王国」と訳すかについては確固たる定義が存在せず、王国と訳すかどうか定まっていない国も存在するが、歴史的に特殊な経緯が存在しない場合は、君主制の国家については、おおむね「王国」とするのが普通である。逆に言えば、歴史的に特殊な経緯が存在しない普通の君主制の国家が王国ということになる。

## 冊封体制における王国
歴史上、東アジアの冊封体制やヨーロッパのローマ帝国や神聖ローマ帝国においては、王国は皇帝から冊封された王が治める従属国を指す。

## 転用
- 宗教において、理想とする国家を「王国」と称する場合がある（例: キリスト教の「千年王国」、エホバの証人の「神の王国」など）。
- 特定の政党や政治家（特に世襲議員）が長年支持基盤としている選挙区を「○○王国」と呼ぶこともある（例: 民主王国、「田中王国」と呼ばれた新潟5区、小沢王国と呼ばれる岩手県第3区など）。
- 他にも特定の産業などが盛んな地域や、特定のメーカーの機械や車両などが寡占している様を「○○王国」と呼ぶことがある（例: 「果樹王国・山形」「ボーイング王国・日本[1]」など）。

## 王国の一覧

### アジア
- カンボジア王国
- タイ王国
- ブータン王国
- ブルネイ・ダルサラーム国
- マレーシア

### 中東
- ヨルダン・ハシミテ王国
- オマーン国
- サウジアラビア王国
- バーレーン王国

### ヨーロッパ
- オランダ王国
- グレートブリテンおよび北アイルランド連合王国（イギリス） - 過去の歴史では大英帝国と呼ばれた時代がある。
- スウェーデン王国
- スペイン王国
- デンマーク王国
- ノルウェー王国
- ベルギー王国

### アフリカ
- エスワティニ王国
- モロッコ王国
- レソト王国

### オセアニア
- トンガ王国 - 過去の歴史では、トンガ大首長国（トゥイ・トンガ帝国）と呼ばれた時代がある
- オーストラリア - イギリス国王が元首。
- ニュージーランド - イギリス国王が元首。

### 北アメリカ
- カナダ - イギリス国王が元首。